# Gherasim Constantinescu
Gherasim Constantinescu (n. 22 martie 1902, Cișmeaua-Văruită, Județul Ismail, Basarabia – d. 3 iulie 1979, București) a fost un oenolog, viticultor și profesor universitar român, membru titular al Academiei Române (1963). Considerat unul dintre marii înaintași ai viticulturii românești, a contribuit la modernizarea tehnologiilor viticole, crearea primelor soiuri de struguri omologate în România (Anca, Timpuriu de București, Coarnă neagră selecționată, Coarnă neagră aromată) și publicarea monumentalei lucrări Ampelografia R.S.R. (8 volume). Activitatea sa academică și științifică a consolidat statutul României ca țară viticolă importantă în Europa.
Biografie
Copilărie și educație
Gherasim Constantinescu s-a născut la 22 martie 1902 în satul Cișmeaua-Văruită, județul Ismail, Basarabia, într-o regiune marcată de ocupația rusească. A urmat școala primară în satul natal și liceul la Cetatea Albă (Bolgrad), obținând bacalaureatul românesc în 1922. În 1923, s-a înscris la Școala Superioară de Agricultură de la Herăstrău, București, absolvind-o cu rezultate excelente în 1927. Atras de viticultură, a beneficiat de îndrumarea profesorului Ion C. Teodorescu, care l-a remarcat ca un student talentat. 
Între 1928 și 1929, a studiat la Școala Agronomică Superioară de Horticultură din Montpellier, Franța, specializându-se în oenologie, pepinieristică viticolă și ameliorarea viței de vie la Nîmes. Ulterior, a obținut atestări în viticultură, oenologie, drept și cooperație agricolă la Școala de Viticultură din Conegliano, Italia. În 1941, a obținut doctoratul în Viticultură și Vinificație la Facultatea de Agronomie din București, sub îndrumarea lui Ion C. Teodorescu. 
Carieră profesională
După studiile din Franța, Constantinescu a fost încadrat ca cercetător la Stațiunea Experimentală Petroasele, Buzău, unde și-a început formarea profesională. În 1938, a devenit șef de lucrări la Facultatea de Agronomie din București, colaborând cu Ion C. Teodorescu. În 1945, s-a transferat la Facultatea de Agronomie din Timișoara (relocată din Cluj), unde a predat viticultura și a fost decan între 1946 și 1948. În 1948, a fost numit profesor de ampelografie și viticultură la Institutul Agronomic „Nicolae Bălcescu” din București, activând până la pensionare în 1972. 
A fost membru corespondent al Academiei Române din 1955 și membru titular din 1963. Între 1968 și 1972, a fost președinte al Oficiului Internațional al Viei și Vinului, iar între 1969 și 1978, președinte al Secției de Horticultură a Academiei de Științe Agricole și Silvice. 
Activitate științifică
Gherasim Constantinescu a publicat peste 200 de lucrări, grupate în cercetări de tehnologie viticolă, biologia viței de vie, ameliorarea soiurilor, sinteze, manuale didactice și tratate științifice. Contribuțiile sale au modernizat viticultura românească, promovând tehnici precum cordonul aerian și interzicerea hibrizilor după 1960.
Cercetări de tehnologie viticolă
Constantinescu a dezvoltat tehnici practice pentru viticultori, publicate în lucrări precum Pregătirea vițelor pentru plantare (1939), Copilitul viței de vie (1951) și Aplicarea rațională a tăierilor în verde (1958). Lucrarea Raionarea viticulturii (1958) a propus extinderea suprafețelor viticole cu 60.000 ha între 1956 și 1965, structurând 16 regiuni administrative cu soiuri specifice pentru vinuri și struguri de masă. 
Ghid pentru întemeierea noilor plantații de vie (1961, reeditat 1967) și Îndrumătorul viticultorului (1963) au oferit instrucțiuni practice pentru plantare, întreținerea viilor și mecanizarea lucrărilor, fiind accesibile cultivatorilor. 
Cercetări de biologia viței de vie
A studiat tipurile de flori și înflorirea viței de vie, publicând lucrări precum Criterii biologice pentru stabilirea momentului de înflorire a viței de vie din cultură (1958) și Studiul androsterilității și ginosterilității (1964). Aceste cercetări au clarificat procesele fiziologice și ecologice ale viței de vie, îmbunătățind selecția soiurilor. 
Ameliorarea viței de vie
Constantinescu a creat primele soiuri omologate în România: Anca (1967), Timpuriu de București (1969), Coarnă neagră selecționată (1970) și Coarnă neagră aromată. Lucrarea Studiul actual al lucrărilor pentru obținerea noilor soiuri de struguri de masă superiori (1939) a fundamentat selecția soiurilor românești. 
Lucrări de sinteză
Capodopera sa, Ampelografia R.S.R. (8 volume, 1959-1970), coordonată și coautorată de Constantinescu, analizează 345 de soiuri și peste 2500 de sinonime, abordând aspecte morfoanatomice, fiziologice, ecologice și tehnologice. Lucrarea, premiată internațional, este comparabilă cu Flora R.P.R. sau Pomologia României. 
Ampelografia soiurilor apirene (1976), în colaborare cu Adriana Indreaș, a fost una dintre primele lucrări globale despre strugurii fără semințe, consolidând reputația viticulturii românești. 
Activitate didactică
Ca profesor, Constantinescu a format generații de horticultori la Institutul Agronomic „Nicolae Bălcescu”. A publicat manuale precum Viticultură și vinificație (1967, cu V. Juncu) și Viticultura specială (1971), folos  și Metamorfozele vinului (2005, cu Adrian Alexandru Heraru), care au rămas referințe pentru studenți. Prelegerile sale, axate pe aspecte tehnico-practice, au contribuit la dezvoltarea viticulturii românești între 1955 și 1990. 
Distincții
- Medalia Muncii (1957) – pentru merite în muncă, acordată la Congresul AȘIT. [12]
- Premiul de Stat (1965).
- Premiul Internațional al Viei și Vinului (1968).
- Membru al Academiei Italiene a Viei și Vinului (1963).
- Președinte al Oficiului Internațional al Viei și Vinului (1968-1972).

Lucrări publicate
Cărți și monografii
- Studiul însușirilor tehnologice ale soiurilor de viță roditoare, Editura Academiei RPR, București, 1957
- Raionarea viticulturii, Editura Academiei RPR, București, 1958
- Ampelografia R.S.R., vol. I-VIII, Editura Academiei R.S.R., București, 1959-1970
- Ghid pentru întemeierea noilor plantații de vie, Editura Agrosilvică, București, 1961
- Viticultură și vinificație, EDP, București, 1967
- Viticultura specială, EDP, București, 1971
- Îndrumătorul viticultorului, Editura Ceres, București, 1971
- Ampelografia soiurilor apirene, Editura Academiei RSR, București, 1976
- Drumurile viei și vinului în România, Editura Sport-Turism, București, 1977
- Metamorfozele vinului, Editura Niculescu, București, 2005

Articole științifice
- Tipul florilor la principalele varietăți românești de viță, București, 1937
- Pregătirea vițelor pentru plantare, București, 1939
- Cum se taie viile care au suferit de secetă, Tip. Bucovina, București, 1947
- Copilitul viței de vie, Editura de Stat pentru Literatură Științifică, București, 1951
- Completarea golurilor în vii, Editura Agrosilvică, București, 1953
- Studiul mijloacelor agrotehnice de bază care condiționează mărimea producției viilor pe rod, Editura Academiei RPR, București, 1956
- Controlul de siguranță în aplicarea tăierilor la vița de vie, Editura Agrosilvică, București, 1958
- Studiul androsterilității și ginosterilității în lumina evoluției funcționale a florilor la genul VITIS, București, 1964

Note
1. ↑  AgerPres.Ro[*] (3 iulie 2019), O personalitate pe zi: Enologul şi academicianul Gherasim Constantinescu, accesat în 8 martie 2025
2. 1 2  Cotea, V. Gherasim Constantinescu – un titan al viticulturii românești, Analele ICVV, București, 1980
3. ↑  Constantinescu, G. Memoriu de titluri și lucrări, București, 1965
4. ↑  Academia Română, Membrii Academiei Române din 1866 până în prezent, http://acad.ro/bdar/armembriLit.php?vidT=C
5. ↑  Constantinescu, G. Raionarea viticulturii, Editura Academiei RPR, București, 1958
6. ↑  Constantinescu, G. Ghid pentru întemeierea noilor plantații de vie, Editura Agrosilvică, București, 1961
7. ↑  Constantinescu, G. Criterii biologice pentru stabilirea momentului de înflorire a viței de vie din cultură, Editura Agrosilvică, București, 1958
8. ↑  Constantinescu, G. Studiul actual al lucrărilor pentru obținerea noilor soiuri de struguri de masă superiori în RPR, București, 1939
9. ↑  Constantinescu, G. et al. Ampelografia R.S.R., Editura Academiei R.S.R., București, 1959-1970
10. ↑  Constantinescu, G., Indreaș, A. Ampelografia soiurilor apirene, Editura Academiei RSR, București, 1976
11. ↑  Constantinescu, G., Juncu, V. Viticultură și vinificație, EDP, București, 1967
12. ↑  Decretul Prezidiului Marii Adunări Naționale a Republicii Populare Romîne nr. 249 din 31 mai 1957, publicat în Buletinul Oficial, anul VI, nr. 16, 19 iunie 1957, p. 121.

Vezi și
- Viticultură
- Oenologie
- Agricultură în România
- Academia Română
- Ion C. Teodorescu